# Notações do xadrez
Notações de xadrez são métodos que descrevem os movimentos de uma partida de xadrez, de modo a poder estudá-la depois de concluída e/ou reproduzi-la anos depois de realizada.

## Histórico
Em 1561 quando Ruy López escreveu um livro sobre xadrez, ainda não existiam sistemas de anotação de posições ou de jogadas, era descrita por extenso, como "Mova o cavalo na ala do Rei para a frente do peão na frente do bispo da ala do Rei". Conforme o tempo passava, os autores de livros de xadrez começaram a abreviar e pensar em convenções, e a jogada acima passou a ser anotada de forma resumida, na notação descritiva: C1CR-3BR - atualmente C3BR.
Em 1737, Phillip Stamma propôs que as anotações de partidas usassem um esquema de coordenadas, com as letras de "a" a "h" indicando as colunas do tabuleiro e os números de "1" a "8" indicando as linhas, a partir do lado das brancas. Se tornando a notação mais usada atualmente, conhecida como "notação algébrica". A diferença principal era que Stamma queria que o sistema fosse universal, e usava uma convenção diferente da atual para anotar a peça movida.

## Sistemas de Notação

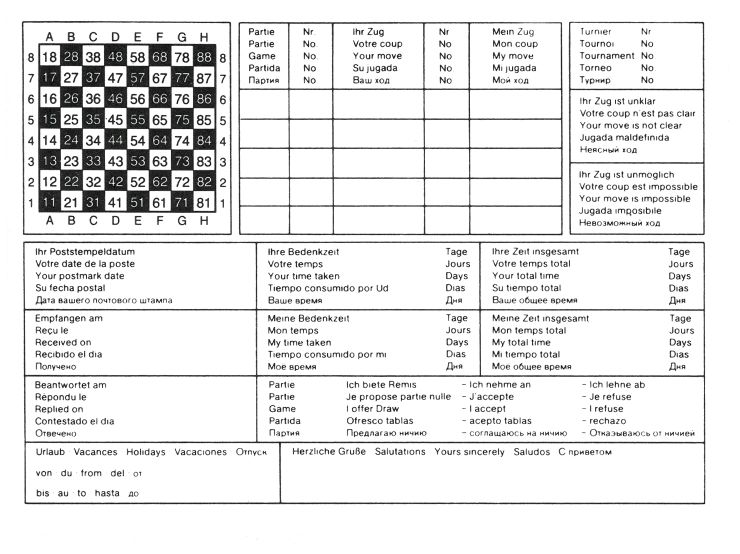
Cartão de xadrez por correspondência demonstrando a notação algébrica e notação ICCF

Atualmente, existem vários sistemas de notação de partidas, os mais conhecidos são: o descritivo e o algébrico. Outros sistemas atuais para notação incluem: O PGN, que usa o sistema algébrico para armazenar partidas em computador; O FEN (ou Forsyth) usado para anotar posições de meio-jogo ou finais, e; O numérico (ou Postal) usado para lances de xadrez em partidas por correspondência, devido enganos causados pelo uso da notação algébrica por participantes de diferentes idiomas.
O sistema algébrico está passando por uma mudança, pois muitas publicações estão usando ícones que representam as peças no lugar das iniciais da peça, fazendo com que o ideal de Stamma fosse atingido.
Sistemas de registro de partidas
- Notação algébrica
- Notação descritiva
- Notação postal

Sistema de registro de uma posição específica
- Notação Forsyth

Sistema de registro por computador
- FEN & X-FEN
- GBR
- PGN
- Steno-Chess[3]